# Здатна на все
«Здатна на все» (англ. Malice) — американський триллер у стилі нео-нуар 1993 року, знятий Гарольдом Бекером за сценарієм Аарона Соркіна та Скотта Френка, з Алеком Болдвіном, Ніколь Кідман та Біллом Пулманом у головних ролях.
Фільм спільного виробництва США та Канади, що вийшов на екрани восени 1993 року і отримав змішані відгуки від критиків.

## Сюжет
Події розгортаються навколо молодої пари Енді і Трейсі, які живуть у маленькому містечку в Новій Англії. Вони наймають чарівного і талановитого хірурга на ім'я доктор Джед Хілл для роботи в місцевій лікарні. Однак їхнє життя різко змінюється, коли Трейсі відчуває сильний біль у животі і потребує невідкладної операції. Доктор Хілл робить операцію, і під час процедури він виявляє, що у Трейсі позаматкова вагітність (потенційно небезпечний для життя стан, коли запліднена яйцеклітина імплантується за межами матки).
Він успішно рятує життя Трейсі, але змушений видалити їй маткову трубу, а це означає, що вона більше не зможе завагітніти природним шляхом. Одужуючи, Трейсі починає підозріло ставитися до поведінки доктора Хілла і вважає, що він міг навмисно спричинити її медичні ускладнення. Енді, який також є адвокатом, вирішує провести подальше розслідування.